# Keren Rice
Keren Rice (née en 1949) est une linguiste canadienne. Elle a obtenu son doctorat en 1976 et est professeure de linguistique à l'Université de Toronto, où elle dirige le Centre for Aboriginal Initiatives. Elle est spécialisée dans la recherche sur l'esclave, une langue parlée dans les Territoires du Nord-Ouest. Reconnue pour ses travaux en linguistique amérindienne, Rice travaille sur plusieurs aspects des langues athapascanes.
Keren Rice a présidé la Canadian Linguistic Association (en) de 1998 à 2002 et la Linguistic Society of America (en) (LSA) en 2012.

## Récompenses et distinctions
- Rice devient membre de l'Association américaine pour l'avancement des sciences en 2005[5].
- En 2011, elle obtient le prix Izaak-Walton-Killam[6].
- En 2013, elle remporte le National Achievement Award de la Canadian Linguistic Association[7]. La même année, elle devient officier de l'Ordre du Canada[8],[9].
- En 2015, elle obtient la médaille Pierre Chauveau[10].

## Publications
- 1977. Hare Noun Dictionary. Ottawa: Northern Social Research Division, Department of Indian and Northern Affairs.
- 1989. E. Cook and K. Rice, (eds.) Athapaskan Linguistics: Current Perspectives on a Language Family. Berlin: Mouton de Gruyter.
- 1989. A Grammar of Slavey. Berlin: Mouton de Gruyter.
- 1992. "On deriving sonority: a structural account of sonority relationships." Phonology 9: 61—99.
- 1993. "A reexamination of the feature [sonorant]: the status of 'sonorant obstruents'." Language 69: 308–344.
- 1996. "Default variability: The coronal-velar relationship." Natural Language and Linguistic Theory.
- 2006. "Ethical issues in linguistic fieldwork: An overview." Journal of Academic Ethics.
- 2006. Morpheme Order and Semantic Scope: Word Formation in the Athapaskan Verb. Cambridge: Cambridge University Press.